# ستيفانو غروس
ستيفانو غروس (بالإيطالية: Stefano Gross)‏ هو متزحلق جبال الألب إيطالي، ولد في 4 سبتمبر 1986 في بولسانو في إيطاليا.

## وصلات خارجية
- الموقع الرسمي
- ستيفانو غروس على موقع الاتحاد الدولي للتزلج (التزلج على المنحدرات الثلجية) (الإنجليزية)
- ستيفانو غروس على موقع اللجنة الأولمبية الدولية (الإنجليزية)
- ستيفانو غروس على موقع أوليمبيديا (الإنجليزية)